# Ambrose Barlow
Ambrose Barlow, född 1585 i Chorlton-cum-Hardy, död 10 september 1641 i Lancaster, var en romersk-katolsk präst, benediktinmunk och martyr. Han vördas som helgon inom Romersk-katolska kyrkan och tillhör Englands och Wales fyrtio martyrer.

## Biografi
Ambrose Barlow var anglikan till 1607, då han upptogs i Romersk-katolska kyrkan. Han studerade vid det engelska colleget i Douai i norra Frankrike, blev benediktinmunk 1614 och prästvigdes 1617. Därefter återvände han till England och kom att verka i området kring Manchester och Liverpool i 24 år.
År 1585 hade det i England stiftats en lag som innebar att det var förräderi för en romersk-katolsk präst att återvända till England. Barlow arresterades fyra gånger, men släpptes utan att bli åtalad. År 1641, slutligen, greps han och ställdes inför rätta. Den försvagade Barlow – han hade drabbats av en stroke och blivit delvis förlamad – dömdes den 8 september (Jungfru Marie födelses fest) till döden genom hängning, dragning och fyrdelning.
Barlows huvud bevaras i Wardley Hall i Wardley och hans vänstra hand i Stanbrook Abbey i närheten av Worcester.